# Pazuengos
Pazuengos è un comune spagnolo di 44 abitanti situato nella comunità autonoma di La Rioja.